# Michał Ostrowski (1876–1935)
Michał Ostrowski (ur. 1876 w Zawadach k. Łomży, zm. 7 lutego 1935 w Łomży) – rolnik, poseł na Sejm Ustawodawczy (1919–1922).

## Życiorys
Urodził się w 1876 r. w Zawadach k. Łomży, w rodzinie Józefa i Julianny z domu Kokoszko. Rolnik w rodzinnych Zawadach, członek zarządu kółka rolniczego i kasjer Towarzystwa Pożyczkowo-Oszczędnościowego. Więziony przez 4 miesiące w Łomży przez władze rosyjskie za szerzenie nielegalnej literatury.  
Poseł na Sejm Ustawodawczy (1919–1922) ze Związku Sejmowego Ludowo-Narodowego od sierpnia 1919 r. Narodowego Zjednoczenia Ludowego.  